# Постпамять
Постпа́мять (англ. postmemory) — механизм передачи травматического знания и материализованного опыта; явление, описывающее, какое отношение имеют последующие поколения к личным, коллективным и культурным травмам, к изменениям, которым подверглось предыдущее поколение, к тому, что они «помнят» только благодаря историям, образам, поведению людей, среди которых они выросли. Процесс передачи информации происходит на таком глубоком эмоциональном уровне, что начинают создаваться собственные воспоминания. Таким образом, связь с прошлым в постпамяти образуется не за счет процесса «припоминания», но за счёт вовлечения воображения и проецирования – «разработки», согласно Роберту Лифтону.
Термин был впервые использован в 1992 году в эссе 'The Generation of Postmemory' профессором Колумбийского университета Марианной Хирш. В своих работах она рассматривает и анализирует жизнь детей, чьи предки были жертвами Холокоста.
Впоследствии термин «постпамять» появляется в текстах различных книг и работ, описывающих процессы, связанные с исторической памятью.

## Критика
Профессор кафедры литературы Лейденского университета Эрнст ван Альфен считает, что если исходить из контекста исследований Холокоста, то никакой преемственности между первым и вторым поколением нет. Последующие поколения испытывают чрезвычайно сильный разрыв с прошлым своих родителей и родителей своих родителей. Для тех чрезвычайно важны воспоминания о довоенной жизни где-то в Европе, после которой их родителям пришлось пройти через Аушвиц или другой лагерь смерти. Обычно они уезжали потом в США, Австралию и другие страны — но были травмированы и сохраняли полное молчание о своем опыте Холокоста. По мнению ван Альфена для обозначения феномена намного больше подходит термин «пост-память», или «после память», в два слова.
Также существуют мнения о том, что «постпамять» синонимична категориям «культурная память», «социальная память». Однако постпамять учитывает именно временное измерение различий между поколениями и описывает отношения между ними, что не рассматривается в терминах «культурная память», «социальная память».
Автор книги «Памяти памяти» Мария Степанова придерживается мнения, что выявленный Хирш феномен «постпамяти» на самом деле гораздо шире своей области. Она определяет постпамять как явление, когда рядового человека больше собственной жизни волнует прошлое его родителей. Интерес этот обычно сохраняется на всю жизнь, и происходит это потому, что главное наследство, которое такой человек получает от своих родителей, — их травма. Этой травмой, считает Степанова, страдаем все мы. Опасность этого явления в том, что зараженный «постпамятью» человек с гипертрофированным интересом к давно прошедшему лишён не только будущего, но и настоящего.
Постпамять также рассматривают в качестве инструмента психологической защиты жертвы. Например, показания жертв Холокоста могут быть не историческим источником, а альтернативным видением событий прошлого. Таким образом, постпамять расширяет границы власти жертв, причем жертвы используют эмпирическое знание и не обращают внимания на исторические факты.

## В массовой культуре
Элементы постпамяти могут быть обнаружены в произведениях кинематографа, литературы, изобразительного искусства. В российском кинематографе существует отдельный популярный жанр, актуализирующий внимание массового зрителя к исторической и военной тематике —  фильмы о Великой Отечественной войне. Война репрезентируется как одно из самых травматичных событий советской истории, и постпамять становится скорее «механизмом передачи травматического знания», формируется эстетика постпамяти, в которой, по мнению Хирш, «доминируют образы потери и скорби».
Феномен постпамяти обнаруживается во многих работах потомков жертв Холокоста. Например, косвенное влияние фрагментов травматического прошлого прослеживается в двухтомном комиксе «Маус» Арта Шпигельмана, рассказывающем о выживании Владека Шпигельмана в Освенциме и его художника-сына, который изображает историю отца, которая как бы отодвигает на второй план его собственную.